# Meersburg (Schiff, 1939)
Die Motorfähre Meersburg war das dritte Fährschiff der Fährlinie Konstanz–Meersburg. Im Lauf ihrer Geschichte war sie unter den Namen Konstanz (1939–1947), Baden (1947), Bodan (1947–1963) und Meersburg (1963–1975) registriert. Heute dient die an Land gebrachte Fähre als Clubheim und Restaurant.

## Geschichte
Im Lauf der 1930er Jahre nahm der Straßenverkehr am Bodensee stetig zu, und damit stiegen auch die Transportzahlen der Fährverbindung zwischen Konstanz und Meersburg. Deshalb wurde am 1. Oktober 1937 eine neue Fähre bei der Bodan-Werft in Kressbronn bestellt. Der Stapellauf der auf den Namen Konstanz getauften Fähre erfolgte am 15. April 1939, zwei Wochen später war die Übernahme in den Liniendienst. Damit waren zwei Fähren mit demselben Schiffsnamen auf der Fährlinie im Dienst, da die neun Jahre ältere Konstanz nicht umbenannt wurde.
Bereits nach wenigen Monaten wurde der reguläre Liniendienst durch den Zweiten Weltkrieg bedingt stark ausgedünnt und vorwiegend von der Meersburg aufrechterhalten. Die beiden Fähren Konstanz wurden von der Kriegsmarine übernommen und zu Versuchszwecken verwendet. Unter anderem wurden im Überlinger See Torpedos und Minen erprobt.
Nach dem Krieg wurde die Fähre von den französischen Besatzungstruppen als Truppen- und Materialtransportschiff verwendet. Im Herbst 1945 wurde die Konstanz dann wieder teilweise im Liniendienst eingesetzt. 1947 wurde das Schiff in Baden umbenannt, der Name wurde aber schon nach kurzer Zeit in Bodan geändert nach der Halbinsel Bodanrück, an deren östlichen Spitze der Fährehafen Konstanz-Staad liegt. Ab 1948 war wieder ein uneingeschränkter Fährdienst möglich.
Als 1963 die älteste Bodenseefähre Meersburg, Baujahr und Inbetriebnahme 1928, ausgemustert und durch die Fritz Arnold ersetzt wurde, veranlasste die Schiffsverwaltung die Umbenennung von Bodan auf Meersburg.
Nach 36 Jahren wurde die Meersburg von der neuen Großraumfähre Konstanz abgelöst und am 27. März 1975 ausgemustert. Sie wurde an den Segelclub Lochau verkauft, der die ehemalige Fähre als zunächst schwimmendes Clubhaus verwendete. 1977 wurde sie beim Bäumle-Hafen auf Land gesetzt. Sie dient noch heute als Clubheim und Vereinsgaststätte. Der Schiffsname fand 1980 jedoch für die neue Meersburg, ein Schwesterschiff der Konstanz, wieder Verwendung.